# Église de Viinikka
L'église de Viinikka (en finnois : Viinikan kirkko) est une église luthérienne située dans le quartier de Viinikka à Tampere, en Finlande qui a eu un impact très important sur l'église évangélique-luthérienne de Finlande.

## Histoire
En 1927, Yrjö Waskinen participe à un concours d'architecte pour la conception de la future église de Viinikka. 
Son projet remporte le concours et le projet d'Alvar Aalto est classé second.
L'église de Viinikka est donc conçue par Yrjö Waskinen. 
C'est le premier bâtiment d’église en Finlande qui rassemble dans un même complexe l'église, la salle paroissiale, les installations pour les jeunes et le presbytère.
Dans son discours d'inauguration du 29 mai 1932, l'évêque du diocèse de Tampere, Jaakko Gummerus appelle l'édifice église de travail (arkikirkoksi).
On considère que l'achèvement de cet édifice est le point de départ de la mise en place par l'église de Finlande d'activités pour les jeunes.

## Architecture
L'architecture de l'église est clairement le classicisme des années 1920  avec des traits fonctionnalistes.
La décoration a un style des années 1930.  
Eino Kauria ja Eino Rapp ont peint des images d'évangélistes au plafond.
Au sol, on peut voir de petites mosaïques avec des images d'animaux, des cœurs enflammés et des motifs très anciens.
On peut voir les ferronneries d'art du chœur et le vitrail peint de l'entrée.
Väinö Rikhard Rautalin a sculpté le Christ en bois doré de la nef et les reliefs en bronze du portail.